# La estrella roja
La estrella roja es una película de falso documental y comedia argentina de 2021 dirigida por Gabriel Lichtmann. Narra la historia de una espía nazi que participó de la captura de un criminal del régimen nazi. Está protagonizada por Héctor Díaz, Juan Leyrado, Thelma Fardín, Ana Katz, Julieta Zylberberg, Rafael Spregelburd y Walter Jakob. La película se estrenó mundialmente el 20 de marzo de 2021 durante el Buenos Aires Festival Internacional de Cine Independiente, mientras que su lanzamiento en las salas de cines de Argentina fue el 29 de julio de 2021.

## Sinopsis
Cuenta la historia de Laila Salama durante varias etapas de su vida, centrándose en su trabajo como espía, donde cambió varias veces su identidad y participó de distintos hechos históricos de gran relevancia internacional, entre ellos la captura del jerarca nazi Adolf Eichmann en 1960.

## Elenco
- Héctor Díaz como Gabriel Lichtmann
- Juan Leyrado como Emiliano Canale
- Thelma Fardín como Laila Salama
- Ana Katz como Naama Arari
- Julieta Zylberberg como Anahí Cohen Cohen
- Rafael Spregelburd como Percy Foster
- Walter Jakob como Martín Weiskind
- Javier Drolas como Hilel Schwartz
- Ernesto Mislej como Shlomo Zimmerman
- Juan Risso	como Israel Tempelsman
- Nicolás Cohen como Max Glucksman
- Pablo Besarón como Samuel Betech
- Clarisa Hernández como Marina Montiel
- Fernando Gonet como Ulises Santa María
- Federico Marrale como Pablo Salomón

## Recepción

### Comentarios de la crítica
Alejandro Lingenti de La Nación resaltó que se trata de «film atrapante de principio a fin gracias a la sagacidad con la que su director crea un clima de thriller de tinte político y cargándolo de pasos de comedia que un gran elenco sabe cómo sostener aun en el riesgoso terreno de la dramatización documental». Diego Brodersen de Página/12 comentó que «no todas las escenas funcionan y la repetición de ideas, a pesar de un breve metraje de 72 minutos, comienzan a erosionar el camino». Diego Batlle de Otros cines mencionó que la película no presente ningún menosprecio por la temática, sino que «estamos ante una película que juega con los recursos propios del cine (de ficción y documental) para regalarnos una gran farsa con elementos reconocibles e identificables».
En una reseña para Cine argentino hoy, Andrea Reyes escribió que «el libro a cargo de Lichtmann y Besaron es realmente sólido en su formato», «las actuaciones están bien, pero sin duda, destaca el papel de Héctor Díaz» y «la música es la estrella de la cinta». Fredy Friedlander de A sala llena describió que el reparto es una hallazgo, a excepción de Katz «que desentona, ya que la forma en que se la hace expresarse (a su personaje) aparece como algo sobreactuada».

### Premios y nominaciones
| Lista de premios y nominaciones | Lista de premios y nominaciones                 | Lista de premios y nominaciones | Lista de premios y nominaciones        | Lista de premios y nominaciones | Lista de premios y nominaciones |
| Año                             | Organización                                    | Categoría                       | Nominado/a(s)                          | Resultado                       | Ref(s)                          |
| ------------------------------- | ----------------------------------------------- | ------------------------------- | -------------------------------------- | ------------------------------- | ------------------------------- |
| 2021                            | Premios Sur                                     | Mejor diseño de vestuario       | Pheonia Veloz y Gabriela Varela Laciar | Nominadas                       | [ 11 ]                          |
| 2022                            | Festival Internacional de Cine Judío de Uruguay | Mejor película                  | La estrella roja                       | Ganadora                        | [ 12 ]                          |